# Fethi Boucetta
Fethi Boucetta (1951. július 2. –) tunéziai nemzetközi labdarúgó-játékvezető.

## Pályafutása

### Nemzeti játékvezetés
A küldési gyakorlat szerint rendszeres partbírói, később 4. bírói szolgálatot is végzett. Az I. Liga játékvezetőjeként 1996-ban vonult vissza.

### Nemzetközi játékvezetés
A Francia labdarúgó-szövetség Játékvezető Bizottsága (JB) terjesztette fel nemzetközi játékvezetőnek, a Nemzetközi Labdarúgó-szövetség (FIFA) 1987-től tartotta nyilván bírói keretében. A FIFA JB központi nyelvei közül a franciát beszéli. 
Több nemzetek közötti válogatott és klubmérkőzést vezetett, vagy működő társának partbíróként, majd 4. bíróként segített. A  nemzetközi játékvezetéstől 1996-ban a FIFA JB 45 éves korosztályát elérve búcsúzott.

#### Női labdarúgó-világbajnokság
Kína rendezte az első, az 1991-es női labdarúgó-világbajnokságot, ahol a FIFA JB játékvezetőként foglalkoztatta. A tornán férfi és női játékvezetők teljesítettek szolgálatot. Partbíróként is kapott feladatot. Egy alkalommal egyes számú (a kor előírása szerint játékvezetői sérülésnél továbbvezeti a találkozót) pozíciós küldést kapott.Világbajnokságon vezetett mérkőzéseinek száma: 2.

##### 1991-es női labdarúgó-világbajnokság

###### Világbajnoki mérkőzés
| Időpont            | Helyszín                  | Mérkőzés típusa              | Mérkőzés           | Eredmény | Nézők száma |
| ------------------ | ------------------------- | ---------------------------- | ------------------ | -------- | ----------- |
| 1991. november 17. | Városi Stadion, Jiangmen  | csoportmérkőzés (C. csoport) | Tajvan–Olaszország | 0 – 5    | 11 000      |
| 1991. november 19. | Városi Stadion, Zhongshan | csoportmérkőzés (C. csoport) | Tajvan–Németország | 0 – 3    | 10 000      |

#### Afrikai nemzetek kupája
Dél-afrikai Köztársaság rendezte a 20., az 1996-os afrikai nemzetek kupája labdarúgó tornát, ahol a CAF JB bíróként alkalmazta.

##### 1996-os afrikai nemzetek kupája

###### Afrikai Nemzetek Kupája mérkőzés
| Időpont          | Helyszín                  | Mérkőzés típusa              | Mérkőzés          | Eredmény | Nézők száma |
| ---------------- | ------------------------- | ---------------------------- | ----------------- | -------- | ----------- |
| 1996. január 19. | FNB Stadion, Johannesburg | csoportmérkőzés (A. csoport) | Dél-Afrika–Angola | 1 – 0    | 30 000      |